# Slender: The Eight Pages
Slender: The Eight Pages est un jeu vidéo de type survival horror gratuit sorti le 26 juin 2012 sur Windows et Mac. Créé par l'équipe de développement Parsec Production, il est basé sur le mème américain du Slender Man.

## Système de jeu
Le jeu Slender: The Eight Pages débute de nuit, dans une forêt sombre et lugubre. Le joueur prend le contrôle en vue à la première personne d'un personnage féminin anonyme. Le joueur ne possède aucune faculté particulière si ce n'est la possibilité de courir sur une très courte distance avant que celui-ci soit trop essoufflé. Il est également équipé d'une lampe torche qu'il pourra allumer ou éteindre à sa guise tout en prenant soin d'économiser un maximum la batterie de cette dernière pour ne pas se retrouver dans le noir le plus total. La forêt est délimitée par un grillage infranchissable qui encercle entièrement la zone de jeu. Elle abrite également quelques bâtiments qui peuvent contenir une des fameuses pages cachées et une poignée de véhicules abandonnés avec lesquels il est impossible d’interagir. D'autres lieux uniques sont susceptibles de renfermer une des pages comme l'arbre géant, l’amas de pierres, le silo, le tunnel ou encore les citernes d'essence. De plus le personnage ne peut pas attaquer.

### Objectif
Le but du jeu est simple : réussir à trouver les 8 pages à travers tout le niveau avant que Slenderman ne capture et tue l'héroïne.
Dès que la première page est prise, Slenderman commence à traquer le joueur. Au fur et à mesure que le joueur trouve des pages, l'ambiance sonore du jeu s’accélère (battements de cœur, souffles, musique stressante...) et Slenderman est susceptible de l'attraper plus facilement. Il peut se téléporter sur de courtes distances lorsque celui-ci ne le regarde pas afin de capturer le joueur. L'écran se met à grésiller et à se distordre lorsque Slenderman se trouve dans le champ de vision du personnage. S'il n'arrête pas de le fixer, au bout d'un certain temps (ce temps est de plus en plus court en fonction du nombre de pages trouvées), le joueur a alors perdu. Il se peut aussi qu'un son brutal se mette en route lorsque le joueur regarde Slenderman proche de lui. La partie se termine lorsque le joueur le regarde quand il est juste à côté de lui, apparait alors un écran qui grésille accompagné d'un bruit strident avec, en plein écran, le visage de Slenderman.
Si l'on parvient à obtenir les huit pages, le jeu ne se termine pas immédiatement. Le joueur continue de marcher dans la forêt jusqu'à ce que Slenderman le trouve, provoquant la fin du jeu et le défilement des crédits, bien que pour finir ce jeu il faille énormément de chance et de persévérance car plus le joueur trouve de pages, plus Slenderman apparaîtra proche et plus le brouillard s'épaissira.

### Slender Man
Slenderman est généralement représenté comme un être humanoïde de grande taille, mince, aux membres anormalement allongés et habillé d'un costume noir et d'une cravate noire. Son visage est émacié et totalement dépourvu de traits. Il est parfois doté de bras surnuméraires ou de tentacules qui sortent de son dos, de ses épaules ou de ses coudes, qu'il utilise comme moyen de locomotion. Il peut aussi se téléporter sur de courtes distances.
Il est apparu sur plusieurs centaines d'images truquées qui circulent sur Internet et a été le sujet de beaucoup de dessins et d'histoires courtes.

## Créateur du jeu
Le jeu a été créé par Mark J. Hadley connu sur Youtube sous le pseudo AgentParsec.

## SérieSlender
- Slender: The Arrival (second opus de cette série)

En décembre 2012, Parsec Productions a annoncé qu'un troisième jeu était en développement. Les noms envisagés pour cette suite sont Slender: The Last Page, Slender: Don't Look, et Slender: No Eyes. Parsec Productions a également confirmé qu'après le troisième opus de cette série, s'ensuivraient sûrement encore trois autres, faisant au total six jeux dans la série Slender[réf. nécessaire].

## Versions indépendantes
Dans la lignée des deux épisodes créés par Parsec Productions et Blue Isles Studio, il existe plusieurs versions indépendantes gratuites, développées et éditées par DarkpathogenStudios et Parsec Studios :
- Slender: Sanatorium
- Slender: Hospice
- Slender: Elementary (août 2012)
- Slender: Mansion
- Slender: Claustrophobia
- Slender: 7th Street
- Slender: Prison
- Slender: Carnival
- Slender: Christmas Special
- Slender: The Nine Pages
- Slender: Space
- Slender: Woods
- Slender: The Haunted Metro
- SlenderMod
- Slender - Lonely Home
- Slender: Anxiety
- Slenderman's Shadow
- Stop it Slender
- Slender Rising
- Slender Rising 2
- Slender Revisited
- Haunted Memories
- Slenderman Chapter 1: Alone
- Slenderman Chapter 2: Survive
- Slenderman Chapter 3: Dreams
- Slenderman (Video Game)
- Slender - The Gaze Of Horror
- Slenderman Must Die: Chapter 1 - Sanatorium
- Slenderman Must Die: Chapter 2 - DEAD SPACE
- Slenderman Must Die: Chapter 3 - Silent Forest
- Slenderman Must Die: Chapter 4 - Silent Streets
- Slenderman Must Die: Chapter 5 - Underground Bunker
- Slenderman Must Die: Chapter 6 - Industrial Waste
- Slenderman Must Die: Chapter 7 - Abandoned Graveyard
- Slenderman Must Die: SURVIVORS
- Slenderman Must Die: Survivors / Multiplayer
- Slendrina the Cellar
- Slendrina (Free)
- Slendrina Before
- Slendrina X
- SLENDRINA REMAKE
- Slendrina Must Die: The House
- Slendrina Must Die: The Forest
- Slendrina Must Die - The Cellar
- Slendrina Must Die: The Asylum
- Slendrina Must Die: The School
- While We Sleep: Slendrina Is Here

## Critiques
Quelques publications ont souligné l'efficacité de l'approche minimaliste de l'horreur du jeu, contrastant avec quelques survival horror contemporains basés sur l'action, tels que les derniers titres de la série Resident Evil. Le site de jeux vidéo IGN dit de Slender qu'il est « l'horreur pure », faisant partie de « [ces] quelques jeux d'horreur [qui] vous plongent directement au cœur de la peur » (comme Amnesia: The Dark Descent, Alan Wake, les épisodes de la série Penumbra, Silent Hill, Call of Cthulhu: Dark Corners of the Earth, SCP-087 ou Alone in the Dark pour ne citer qu'eux). À ce jour, il existe d'autres versions du jeu, Sanatorium, Hospice, Elementary, Mansion, Claustrophobia, 7th Street, Prison et Carnival. On prévoit aussi la version Secret Project pour bientôt.

## Jeux basés sur le principe deSlender
- The Rake: Back To Asylum : jeu basé sur le Rake, creepypasta renommée. Le principe reste le même que dans Slender. Le joueur se déplace dans un bâtiment vide et doit récolter différents items, avant que le Rake ne le trouve. Contrairement au Slenderman, le Rake ne se déplace pas par téléportation mais glisse vers le joueur. Le croiser dans les yeux blesserait le joueur et l'écran devient flou.

- Don't Look Now : le joueur se déplace dans une maison vide, excepté plusieurs arbres morts, et dont les murs sont recouverts de post-it. Le joueur doit trouver la sortie pour continuer, en évitant de regarder les monstres squelettiques qui attendent le joueur dans les virages. Les monstres n'ont pas de nom.

- Derp Till Dawn : le jeu reprend le premier jeu Slender, dans cette version le joueur incarne un poney, Derpy Hooves (d'où le nom du jeu) muni d'une simple lampe de poche. L'aventure débute de nuit dans une forêt, où vous serez traqué par Slendermane, version poney de Slenderman.

- Survivers : le jeu a le même principe que Slender, le joueur se situe dans la forêt et doit récupérer 11 pages en évitant le loup-garou qui peut se téléporter sur vous. Les circonstances sont les mêmes que Slender. Ce jeu peut se jouer de 1 à 4 joueurs, contrairement au jeu de base où il ne peut y avoir qu'un seul joueur.

- Slendytubbies : Une petite série d'horreur comportant quatre jeux, dont un en développement, où le joueur incarne un télétubbies blanc qui a pour but de retrouver des tubbydélices. Dans tous les opus, il y a un mode multijoueur et la possibilité de personnaliser son personnage. La série n'est pas tellement inspirée de Slender, si ce n'est le nom et l'objectif, et elle possède une histoire.

Dans le premier opus, qui est sorti à la fin de 2012, seulement une map est disponible mais sous trois moments de la journée (jour, crépuscule et nuit), et le joueur devra éviter Tinky Winky, qui le poursuit tout au long de la partie. En avril 2014, un deuxième opus est sorti, où le jeu dispose de bien plus de contenus, dont certains ont été rajoutés en mai : il propose 10 maps différentes, ayant donc plus de lieux et donc plus d'ennemis. En septembre 2015, une version 2D est sortie, disponible sur pc et mobile, qui propose 9 maps.